# Edgard Varèse
Edgard Varèse, celým jménem Edgard /též Edgar/ Victor Achille Charles Varèse (22. prosince 1883, Paříž – 6. listopadu 1965, New York) byl francouzský hudební skladatel, který převážnou část života strávil ve Spojených státech. Varèse soustředil svou pozornost na zvukovou charakteristiku hudby, kterou důmyslně rozvíjel jak použitím nových nástrojů nebo jejich umístěním do prostředí měnícím jejich povahu (barvu, prostorová orientace, atd.) nebo později použitím nových zdrojů zvuku, včetně elektronických médií. Stejně tak kladl důraz na rytmickou složku hudby.
Jeho novátorský koncept tzv. „organizovaného zvuku“, kdy se plnohodnotnou součástí skladatelovy práce stává nalézání nových zvukových struktur mimo arzenál (nejen klasických) hudebních nástrojů, znamenal průlom v dosavadním chápání hudby, který mu vynesl přídomky jako „otec elektronické hudby“ či „stratosférický kolos zvuku“ (tím ho označil americký spisovatel Henry Miller). Varèse svou tvorbou též poopravil termín „idée fixe“, jehož autorem je jiný francouzský skladatel Hector Berlioz.

## Biografie
Edgard Varèse se narodil v Paříži, ale dětství prožil s rodiči ve městě Villars v Burgundsku a časné mládí v Turíně, kde také získal základy hudebního vzdělání. Nespokojenost s pobytem v Itálii a především napjaté rodinné vztahy (byl fyzicky týrán otcem) ho přiměly v roce 1903 odejít od rodičů a vrátit se do Francie.

### Období rané tvorby

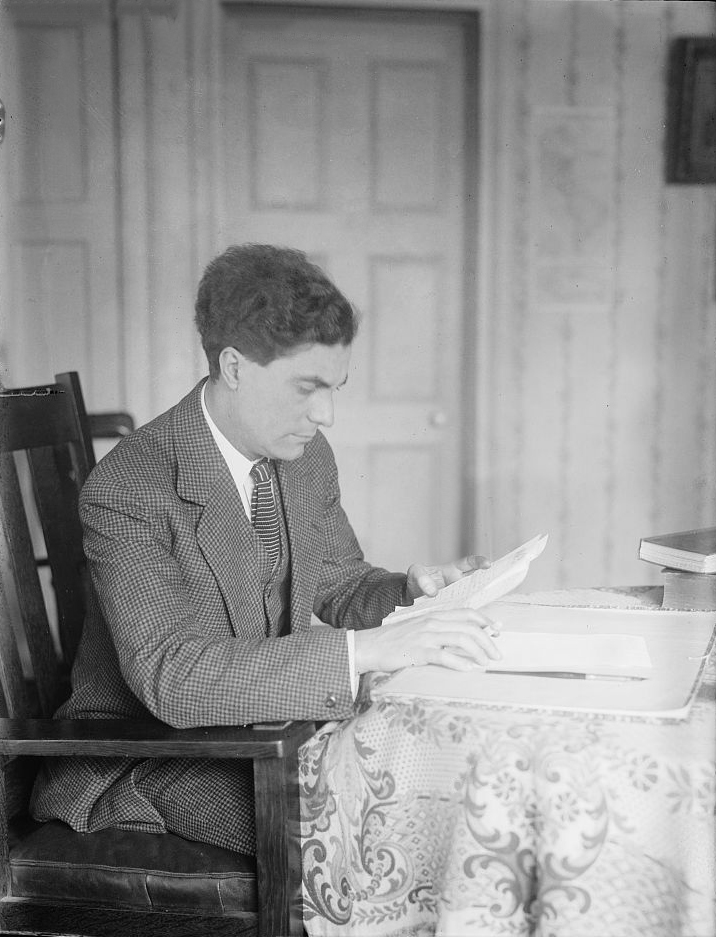
Edgard Varèse (1915)

Varèse se tedy vrací do Paříže, kde absolvuje studium na konzervatoři, aby se poté v roce 1907 oženil s herečkou Suzanne Bingovou. V té době již komponoval orchestrální skladby , ty však nebyly nikdy uvedeny kromě vlastní soukromé Varèseho interpretace v klavírní transkripci. Téhož roku se manželé přestěhovali do Berlína, kde žili až do roku 1913, kdy se rozvedli. Během tohoto období se obeznámil s díly Erika Satie, Richarda Strausse a Clauda Debussyho, přičemž posledně jmenovaný měl na skladatelovu tvorbu významný, i když pouze dočasný vliv. Během pobytu v Berlíně vystoupil v roce 1910 s provedením své symfonické básně Bourgogne, které způsobilo skandál takového rozsahu, že již nebylo opakováno. Skladba byla odsouzena k definitivnímu zániku až o mnoho let později, když Varèse zničil její partituru. Jedinou skladbou z jeho raného období, která se dochovala je „Un grand sommeil noir“ (Velký černý sen) pro soprán a klavír, inspirovaná stejnojmennou básní Paula Verlaina.

### Období „klasické“ tvorby
Na začátku 1.světové války byl Varèse uznán neschopným služby v armádě, proto se mohl bez potíží v roce 1915 přestěhovat do Spojených států. Skladatelovým debutem v Americe se stalo provedení Rekviem Hectora Berlioze pod jeho taktovkou, zatímco první skladbou vytvořenou v novém působišti byla orchestrální kompozice Amériques (1921). V té době se ovšem především věnoval propagaci svých vizí, včetně prvních úvah o elektronické podobě nových směrů. Založil symfonický orchestr (New Symphony Orchestra), jehož existence však neměla dlouhého trvání, a Mezinárodní spolek skladatelů (International Composers' Guild), určený pro podporu koncertních provedení děl avantgardních umělců. V průběhu šestileté činnosti tohoto sdružení, povzbuzen jeho aktivitou složil čtyři významná díla: Offrandes, Hyperprism, Octandre a Intégrales.

### Období zrodu elektronické hudby
V roce 1927 získává Varèse americké občanství, ale hned následujícího roku se přesunuje opět do Paříže, kde nejprve mění part skladby Amériques zařazením právě zkonstruovaného nového nástroje, Martenotových vln. V roce 1930 dokončuje jednu z svých nejslavnějších „neelektronických skladeb“ Ionisation, určenou pro perkuse a nástroje, jejichž existenci teprve předvídá, popisuje však charakter zvuku, který by měly vydávat, a představy o způsobu a metodách, jak ho dosáhnout. Tím dochází k onomu zásadnímu průlomu - hudební tvůrce není jen skladatel v základním slova smyslu, ale též objevitel možností i technik, směřujících k novým dimenzím chápání hudby. Podaří se mu uspět s několika granty na vývoj nových nástrojů a výsledkem je hmatníkový theremin, upravený jako violoncello. Nadšen tímto úspěchem se v roce 1934 se vrací do Spojených států, kde téhož roku přepracuje skladbu Ecuatorial (první verze z roku 1930) pro dva hmatníkové thereminy (později změněno na Martenotovy vlny), bas, dechové nástroje a perkuse. Dílo bylo poprvé uvedeno v dubnu 1934 pod taktovkou Nicolase Slonimského. Varèse poté opouští New York City, kde žil od roku 1915, a působí postupně v Santa Fé, San Francisku a Los Angeles.

### Období mezinárodního uznání
Na počátku padesátých let Varèse začal spolupracovat s novou generací skladatelů. Za pomoci Pierra Schaeffera, který jako první na světě použil magnetofonovou pásku jako kompoziční atribut, vytvořil skladbu Déserts pro dechy, bicí a magnetofonový záznam. Dílo mělo premiéru jako rozhlasový koncert, kde bylo zařazeno mezi skladby Wolfganga Amadea Mozarta a Petra Iljiče Čajkovského, čímž se mu neoficiálně dostalo veřejného uznání.
Pro světovou výstavu Expo '58 v Bruselu byl Varèse osloven slavným architektem Le Corbusierem, aby pro pavilon firmy Phillips vytvořil skladbu, která by byla prezentována v jeho prostorách, speciálně akusticky přizpůsobeným. V rámci tohoto projektu dochází k zajímavé konotaci, neb na projektu pavilonu pracoval architekt a skladatel Iannis Xenakis,
který jej koncipoval v duchu své koncepce meta-art jako konstrukční paralelu své slavné skladby Metastasis. Varèse nechal instalovat ve všech místnostech pavilonu na 400 reproduktorů a geniálním způsobem využil akustických vlastností prostoru tak, že místy docílil jakési akusticky obrácené perspektivy. Při premiéře jeho díla Poème électronique, které bylo jakousi syntézou živého a neživého poslechu, docházelo u posluchačů ke stavům dezorientace, u některých doprovázených i fyzickými obtížemi (závratě), vše velmi pravděpodobně v důsledku dráždění statoakustického aparátu. I díky tomu se potom dílo setkalo s protichůdnými reakcemi, bouřlivým přijetím i odsouzením kritiků. Posledním skladatelovým dílem bylo Nocturnal, které však zůstalo nedokončeno.
V roce 1963 bylo Varèsemu švédskou akademií uděleno ocenění International Recording Award.

## Díla
Je téměř neuvěřitelnou a fascinující skutečností, že k poslechu celého Varèseho díla, tak rozsáhlého svým významem, stačí pouze necelé dvě hodiny, přesně 112 minut (!).

### Instrumentálně-vokální skladby
- Offrandes pro soprán a komorní orchestr (1921)
- Ecuatorial pro sbor, trubky, trombóny, klavír, varhany, dvoje Martenotovy vlny a bicí nástroje (1934)
- Nocturnal pro soprán, sbor a orchestr (1959-1961); nedokončeno

### Orchestrální skladby
- Amériques pro velký orchestr (1921)
- Hyperprism pro malý orchestr a bicí nástroje (1923)
- Intégrales pro malý orchestr a bicí nástroje (1924-1925)
- Arcana pro velký orchestr (1927)

### Komorní hudba
- Un grand sommeil noir pro soprán a klavír, (1906)
- Octandre pro 8 bástrojů - flétnu, hoboj, klarinet, fagot, lesní roh, trubku, trombón a kontrabas (1923)
- Ionisation (1931), pro 13 perkusistů. Existuje i druhá verze skladby pro 6 hráčů na bicí nástroje. První byla provedena známým souborem Les Percussions de Strasbourg (pro tento soubor psal též český skladatel moderní vážné hudby Miloslav Kabeláč) ještě za autorova života, druhá pak až v roce 2002. O autenticitu verzí se vedly spory.
- Nuit na téma básně Henri Michauxa pro soprán, dechy, kontrabas a bicí nástroje (nedokončeno)

### Skladby pro sólové nástroje
- Densité 21,5 (1947) pro flétnu

### Elektronická hudba
- Déserts (1954) pro dechové nástroje, bicí nástroje a magnetickou pásku (míněn samozřejmě magnetofonový záznam zvuku)
- La Procession de Vergès (1955) - přepracovaná verze doprovodné hudby z roku 1921 k filmu Thomase Boucharda o malíři Joanu Miróovi „Around and about Joan Miró“, zdroj: magnetická páska
- Poème électronique (1958) pro magnetickou pásku

## Diskografie
- The Complete Works of Edgard Varèse I. a II

## Zajímavé souvislosti
- Americká manželka Edgarda Varèseho Louise byla překladatelkou francouzské poezie a proslavila se zejména překlady díla „prokletého básníka“ Arthura Rimbauda.
- Jedním z velkých Varèseho obdivovatelů byl zpěvák a kytarista Frank Zappa, leader legendárních Mothers of Invention. Jeho matka mu dokonce k patnáctým narozeninám jako dárek zprostředkovala rozhovor se skladatelem, který se nakonec uskutečnil pouze po telefonu. Zappa poté obdržel od Varèseho dopis, ve kterém ho nabádá k experimentování a posouvání hranic hudby, což poté Zappa také ve své tvorbě realizoval. Některé skladby napsal pod vlivem nahrávky souborného díla svého vzoru.
- Dalším skladatelovým obdivovatelem byl Robert Lamm - hráč na klávesové nástroje známé americké jazz-rockové formace Chicago, jehož Varèseho hudba inspirovala ke složení mnoha písní, z nichž nejmarkantnějším příkladem je úvodní skladba pátého alba skupiny s názvem “Hit by Varèse” (Hit od Varèseho).